# Realisme brut
El realisme brut (en anglès: Dirty realism) és un moviment literari estatunidenc desenvolupat sobretot en els anys 1970 que pretén reduir la narració (especialment el relat curt) als seus elements fonamentals.
Es tracta d'una derivació del minimalisme que té característiques pròpies. Igual que aquell, el realisme brut es caracteritza per la seva tendència a la sobrietat, la precisió i una moderació extrema en l'ús de les paraules en tot el que es refereixi a descripció. Els objectes, els personatges, les situacions han de trobar-se caracteritzats de la manera més concisa i superficial possible. L'ús de l'adverbi i l'adjectivació queden reduïts al mínim, atès que aquests autors prefereixen que sigui el context el que suggereixi el sentit profund de l'obra.
Quant als personatges típics, es tendeix a retratar éssers vulgars i corrents que porten vides convencionals, en la línia d'un dels grans referents del moviment, el contista O. Henry (1862-1910). Una altra influència important en el corrent és la del narrador nord-americà J.D. Salinger (1919-2010).
Són representants del realisme brut, entre d'altres, els narradors nord-americans John Fante (1909-1983), Charles Bukowski (1920-1994), Raymond Carver (1938-1988), Richard Ford (1944), Tobias Wolff (1945) i Chuck Palahniuk (1962).